# لیک کویچن
لیک کاویچن (به انگلیسی: Lake Cowichan) یک منطقهٔ مسکونی در کانادا است که در دانکن، بریتیش کلمبیا واقع شده‌است. لیک کاویچن ۸٫۰۵ کیلومتر مربع مساحت و ۲٬۹۷۴ نفر جمعیت دارد و ۱۸۰ متر بالاتر از سطح دریا واقع شده‌است.